# نوربورنين
نوربورنين هو مركب كيميائي من الهيدروكربونات ثنائية الحلقة غير المشبعة له الصيغة الكيميائية C7H10، ويكون على شكل صلب أبيض اللون.
يتألف المركب بنيوياً من حلقة هكسين تحوي جسر ميثيلين؛ بالتالي فهو مركب ثنائي الحلقة جسري، ويسمى لذلك أيضاً ثنائي حلقة [1.2.2]هبت-2-ين.

## التحضير
يحضر النوربورنين والعديد من مشاقاته من تفاعل ديلز-ألدر بين حلقي البنتاديين والإيثيلين.

## الخواص
يوجد النوربورنين في الشروط القياسية على شكل صلب أبيض اللون له رائحة واخزة، وهو ضعيف الانحلال في الماء. نظراً لوجود رابطة مضاعفة في بنية حلقية ثنائية، فإن المركب يعاني من إجهاد الحلقة، بالتالي فهو مركب نشيط كيميائياً.
يخضع النوربورنين إلى تفاعل إماهة محفز حمضياً ليشكل نوربورنيول؛ كما يمكن للمركب أن يتبلمر، إذ يخضع لتفاعل بلمرة فاتح للحلقة ليشكل بولي نوربورنينات، وهي بوليمرات ذات درجة حرارة تحول زجاجي مرتفعة ولها صفاء بصري مرتفع.

## الاستخدامات
يستخدم النوربورنين كمونومر في تحضير بوليمر بولي نوربورنينات وكذلك في تحضير البوليميرات المشتركة مع حلقي الأوليفينات (COC).
كما يستخدم المركب في تحضير المبدات الحشرية والمستحضؤات الصيدلانية.

## اقرأ أيضاً
- نوربورنان
- نوربورناديين